# Tripodanthus belmirensis
Tripodanthus belmirensis är en tvåhjärtbladig växtart som beskrevs av F.J.Roldán & Kuijt. Tripodanthus belmirensis ingår i släktet Tripodanthus och familjen Loranthaceae. Inga underarter finns listade i Catalogue of Life.